# Rue Gutenberg (Strasbourg)
Pour les articles homonymes, voir Gutenberg.
La rue Gutenberg est une voie de Strasbourg rattachée administrativement au quartier Gare - Kléber. 

## Situation et accès
Elle relie le secteur historique de la place Gutenberg – du côté de la rue des Grandes-Arcades – aux rues modernes des Francs-Bourgeois et de la Division-Leclerc, ouvertes au moment de la Grande-Percée. Elle est riche en bâtiments remarquables, souvent du XVIIIe siècle, mais d'autres ont été détruits lors du bombardement de 1944 et ont dû être reconstruits au début des années 1950.

## Origine du nom
Elle honore Johannes Gutenberg inventeur des caractères métalliques mobiles en imprimerie.

## Historique

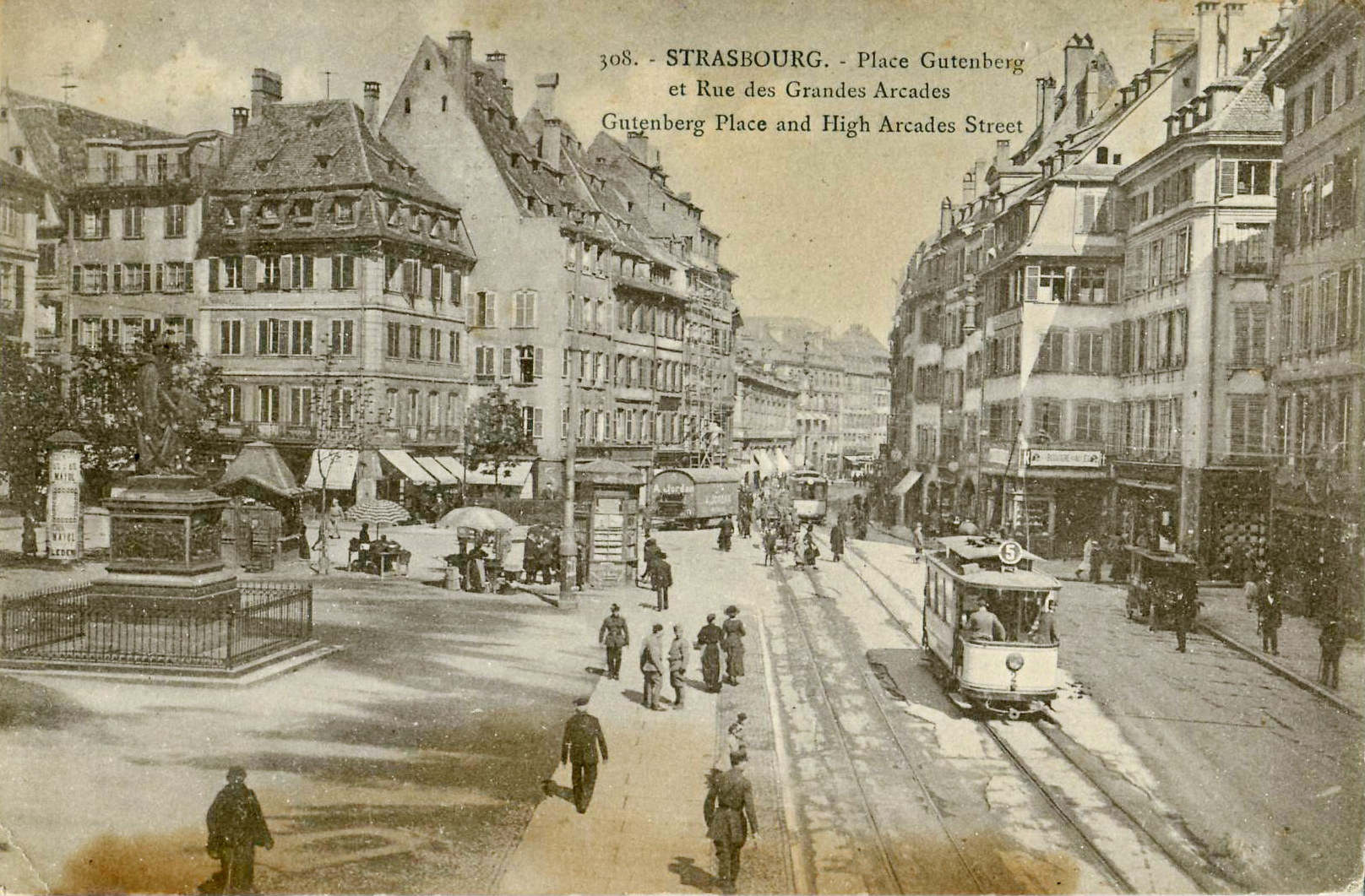
À gauche, immeuble à l'angle de la rue des Grandes-Arcades (1919).

Sous cette appellation, la « rue Gutenberg » est de création récente. Jusqu'en 1962, la voie faisait partie de la Grand'Rue, dont on a détaché au nord les numéros impairs 127 à 153 et au sud les numéros pairs 138 à 152. La Grande-Percée des années 1930 avait en effet  coupé la Grand-Rue en deux tronçons de longueur inégale. Le plus court, celui qui relie la rue des Francs-Bourgeois à la place Gutenberg, a été renommé « rue Gutenberg » en 1963. La numérotation des immeubles se fait à l'inverse de celle de la Grand-Rue.
Adolphe Seyboth montre que dès le Moyen Âge une distinction est faite entre le haut de la Grand-Rue actuelle (Obere Strasse, Stata Superior, « rue Haute ») et la partie basse (parfois nommée « niedere lange Strass » au XVIIIe siècle), celle qui deviendra la rue Gutenberg.

## Bâtiments remarquables

### Numéros pairs
- no 2 (anciennement 153, Grand-Rue) : Débouchant sur la place Gutenberg à l'angle du 54, rue des Grandes-Arcades, cette bâtisse occupe un emplacement attesté dès 1403 sous le nom de Scharwächterhus, puis domus custodum seu vigilum civitatis, c'est-à-dire « la maison des soldats de guet[3] ». L'immeuble actuel, construit en 1747, se caractérise par un chaînage à refends, un cordon en grès à chaque niveau et un encadrement des fenêtres en grès dont le linteau est légèrement arrondi. On note également un passage sous arcades qui n'était pas visible sur les documents du début du XXe siècle[4] (voir carte postale ci-dessus).
- no 6 (anciennement 149, Grand-Rue) : La maison, occupée depuis la deuxième moitié du XVIIe siècle par plusieurs pharmaciens, est reconstruite en 1763 dans le style du XVIIIe siècle. Elle est entièrement détruite lors du bombardement de 1944 est remplacée par un autre immeuble vers 1950[5].
- no 8 (anciennement 145, Grand-Rue) : cet édifice a subi un sort semblable : construit au XVIIe siècle, détruit en 1944, reconstruit en 1951[6].
- no 10 (anciennement 143, Grand-Rue) : Il en va de même pour cette maison, rebâtie en 1952[7].
- no 16 (anciennement 137, Grand-Rue) : de riches négociants strasbourgeois, les Ingold, possèdent cette maison au XVIe siècle[8]. En 1585, c'est un lieu de réunion des réfugiés huguenots[9]. Au XVIIIe siècle, plusieurs marchands italiens s'y succèdent. En 1743, l'orfèvre Jean Frédéric Roederer lance des travaux sur la façade et serait le commanditaire du portail qui en constitue l'originalité, à la fois très proche du baroque germanique à l'architecture désintégrée (fronton) et associée à un décor rocaille qui s'inspire probablement des lambris du Palais Rohan (Chambre du Roi, Salon d'Assemblée[8]). Cette porte fait l'objet d'une inscription au titre des monuments historiques depuis 1929[10].
- no 18 : une autre maison ayant appartenu aux Ingold est acquise en 1728 par le négociant italien François Longho qui en fait transformer la façade en 1741. Les clés de cintre des baies du premier et du deuxième étage portent des têtes sculptées représentant probablement les quatre parties du monde et les quatre saisons. Au centre, entre les fenêtres de la travée centrale, une petite niche abrite une statuette de saint Joseph portant l'Enfant Jésus[8],[11].
- no 20 (anciennement 133, Grand-Rue) : Cette maison Renaissance a conservé son oriel du XVIe siècle[12]. Sa façade fait l'objet d'une inscription au titre des monuments historiques depuis 1929[13].
- no 22 (anciennement 131, Grand-Rue) : De la Renaissance tardive, ce bâtiment a été construit en 1670. Son oriel fait l'objet d'une inscription au titre des monuments historiques depuis 1929[14].

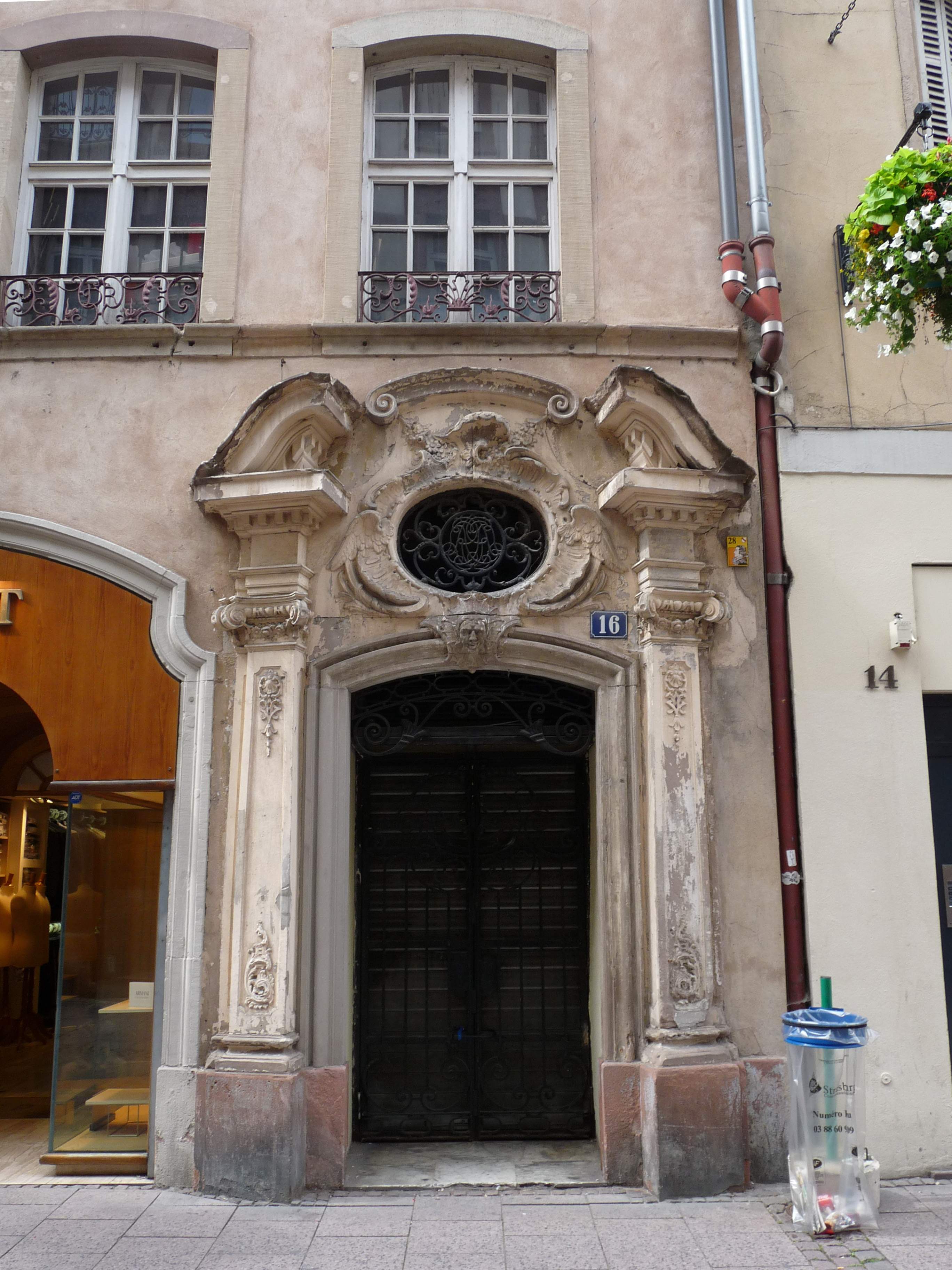
Portail du no 16.
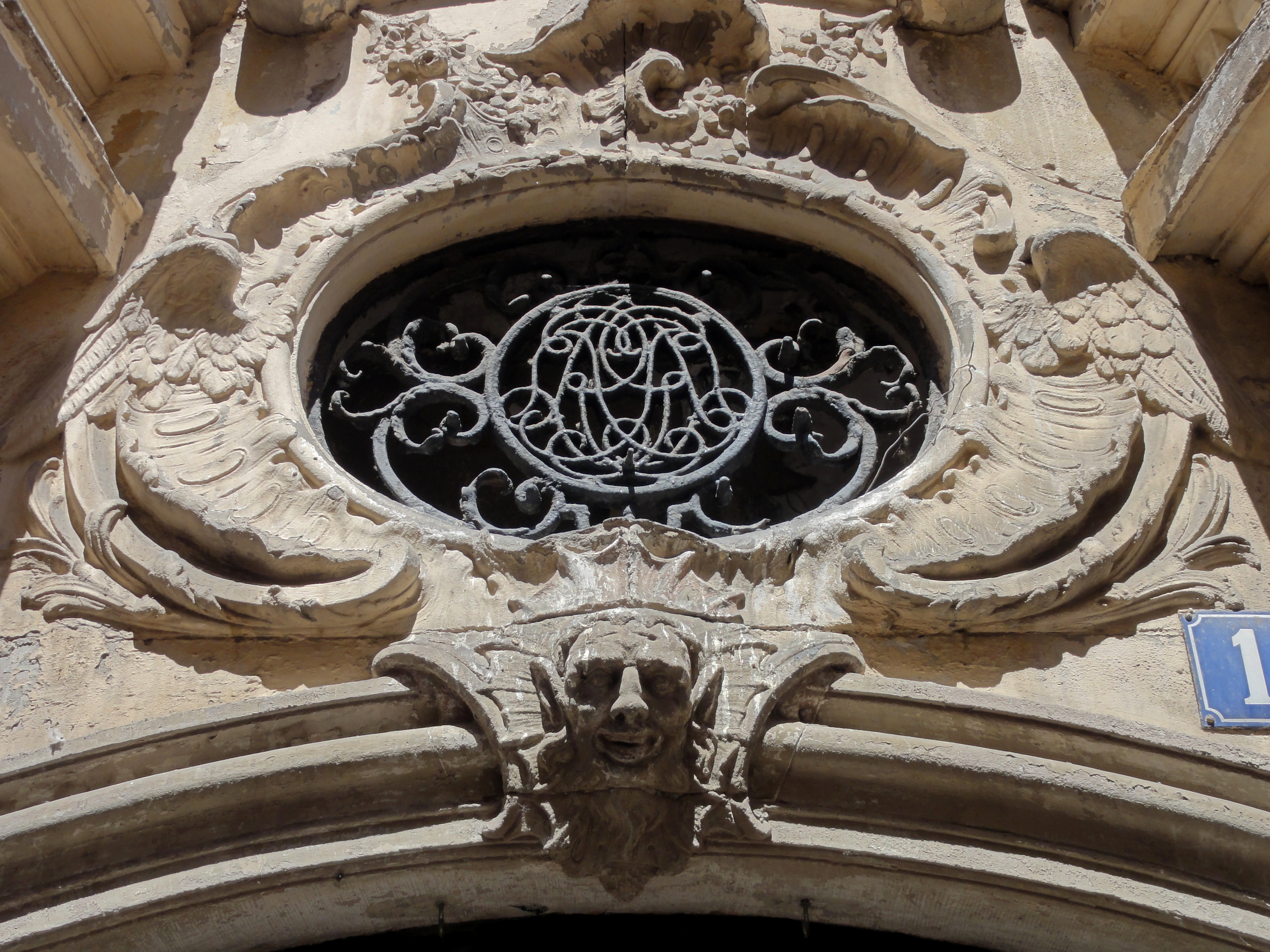
Oculus fermé par une grille à monogramme (détail du no 16).
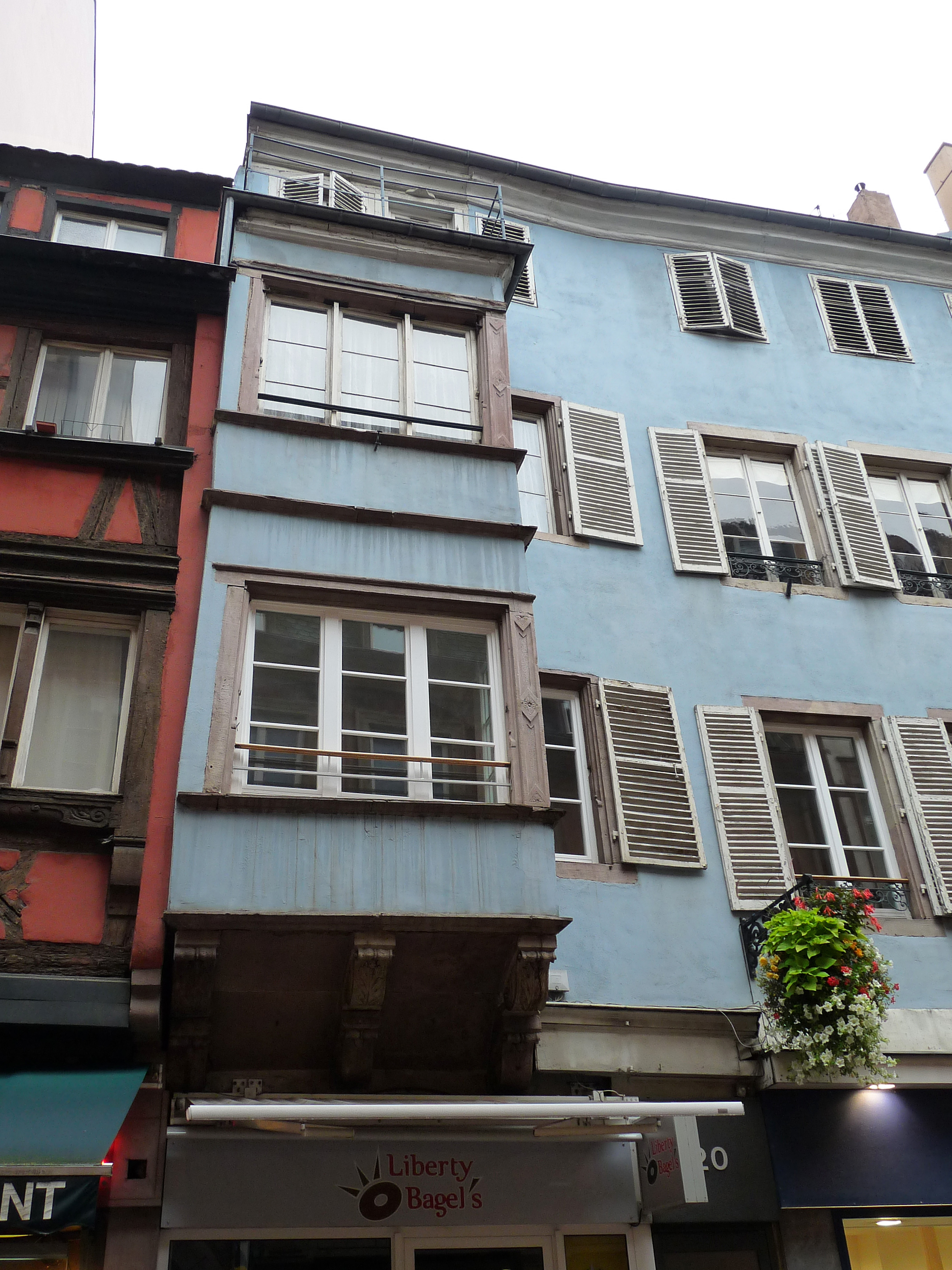
no 20.
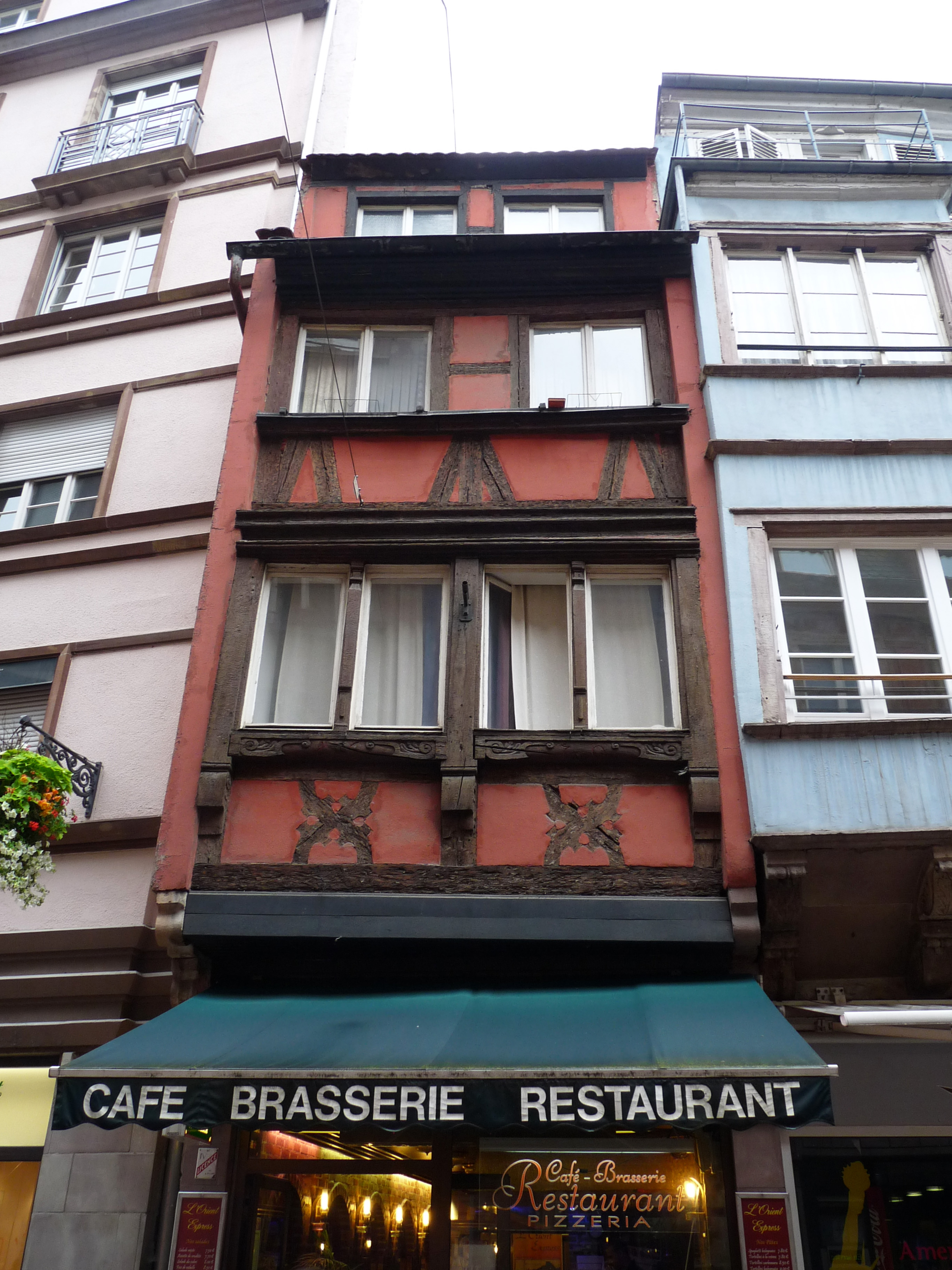
no 22.

### Numéros impairs
- no 3 (anciennement 146, Grand-Rue) : À l'angle de la rue du Miroir, la maison de 1747, refaite dans les années 1930, a été entièrement détruite lors du bombardement du 11 août 1944. Comme ses voisines, elle est reconstruite dans un style simplifié en 1951. En 2013, le passage protégé d'une enseigne commerciale est surmonté par un bandeau et des encadrements de fenêtres en grès. L'immeuble est rénové en 2015[15],[16].
- no 5 : Situé à l'angle du no 29 de la rue des Serruriers et du no 1 de la rue du Miroir, l'ancien  hôtel de la Tribu des Marchands (ou « poêle de la Tribu du Miroir[3] ») porte l'inscription « TRIBU. DES MARCHANDS. M.DCCL.XXXV » gravée au-dessus des fenêtres du premier étage de la façade arrière donnant sur la rue Gutenberg. De décor néo-classique, elle fut construite par Pierre-Michel d'Ixnard entre 1782 et 1785[9]. Les façades et les toitures sur rue, ainsi que l'ancienne salle de concert au premier étage, font l'objet d'un classement au titre des monuments historiques depuis 1984[17].
- no 7 : (anciennement 142, Grand-Rue) : Cet immeuble  a été édifié en 1865 par Philippe Lauer et Auguste Schlagdenhauffen, sur l'emplacement d'une maison du XVIIe siècle que le nouveau propriétaire, un fabricant de toiles cirées, a fait démolir. Il comprend un rez-de-chaussée, trois étages et un étage mansardé, avec huit fenêtres à chaque étage. Les deux du centre ont des parements en grès et sont précédées de balcons à partir du deuxième étage[18].
- no 9 (anciennement 140, Grand-Rue) : Probablement construit vers les années 1720, cet immeuble de deux étages est surmonté de combles à la Mansart. Sa façade possède un décor peint en trompe-l'œil. L'encadrement des fenêtres présente des chambranles à crossettes. [19].

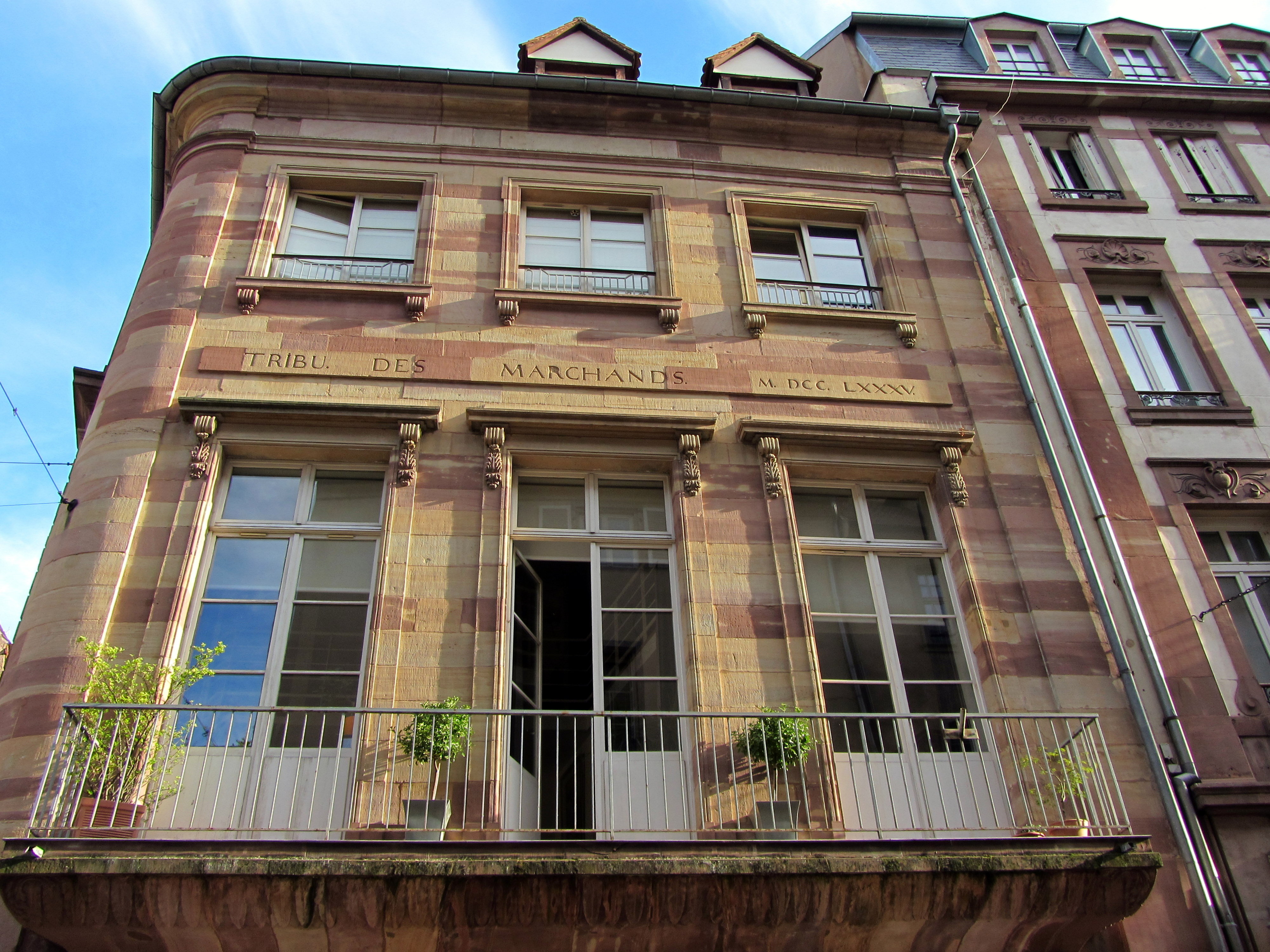
Façade arrière de l'hôtel de la Tribu des Marchands (no 5).
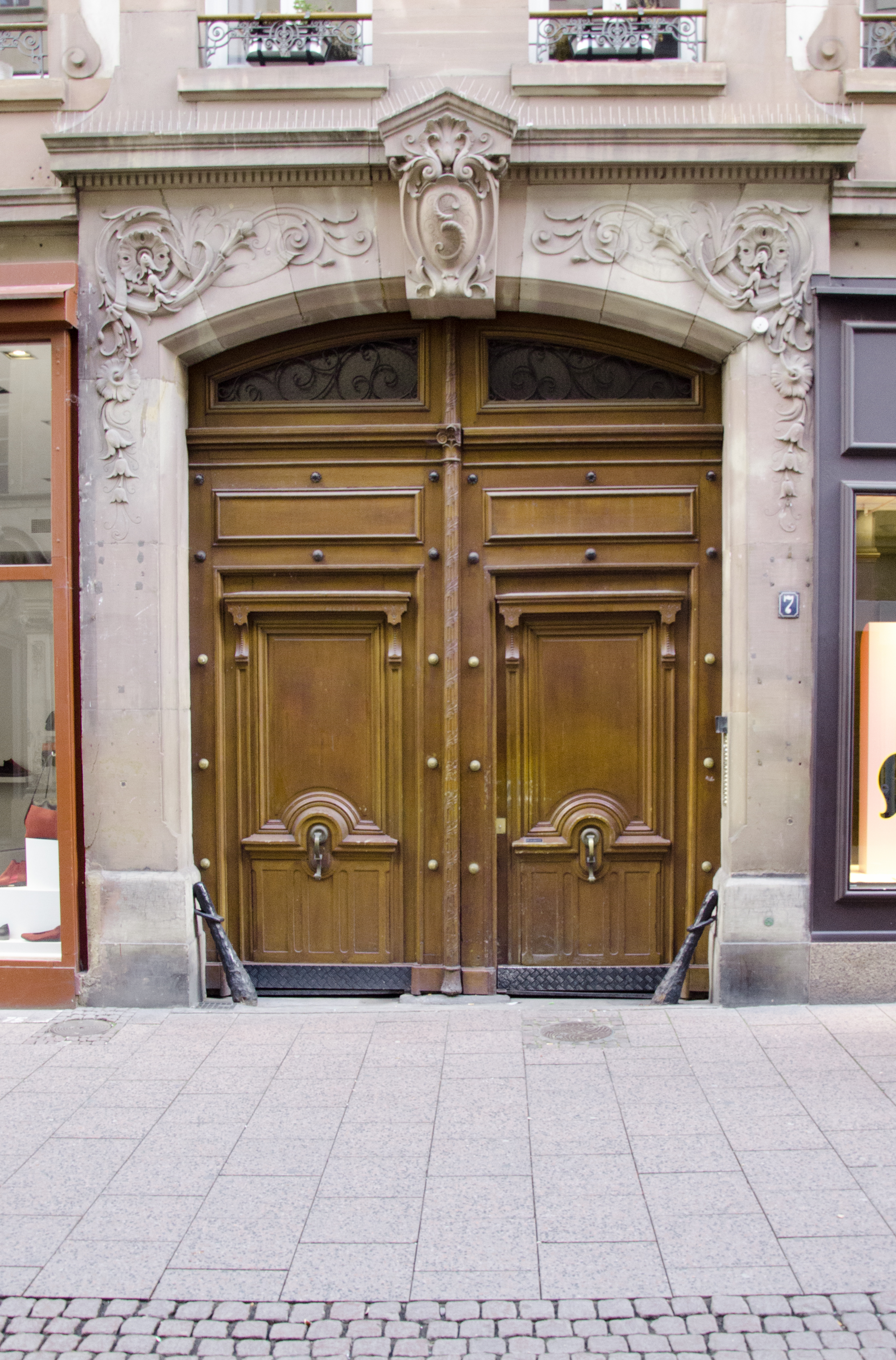
Portail baroquisant au no 7.
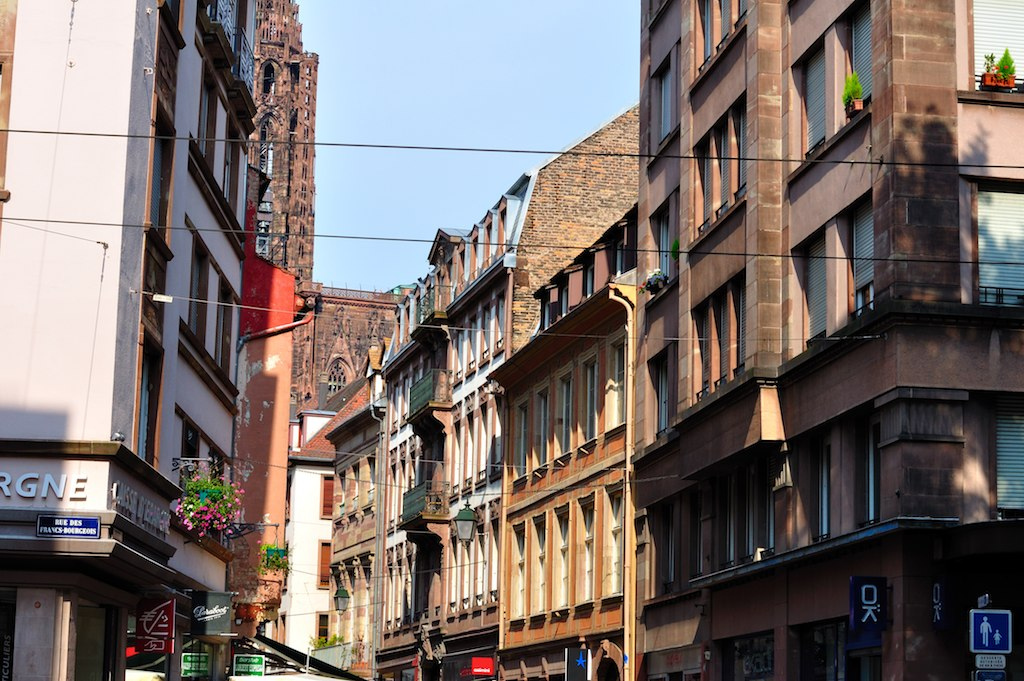
À droite, les nos 5, 7, 9 et 11 et l'angle avec la rue de la Division-Leclerc.